# NGC 2763

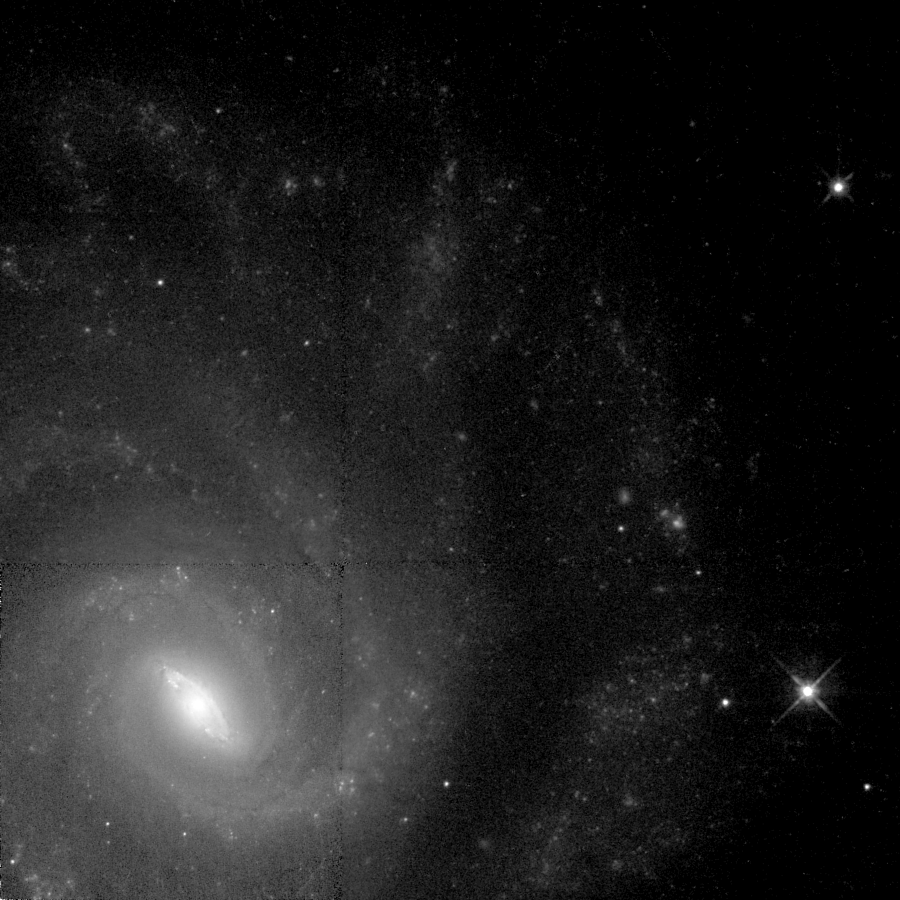
NGC 2763 par le télescope spatial Hubble.

NGC 2763 est une galaxie spirale barrée située dans la constellation de l'Hydre. NGC 2763 a été découverte par l'astronome germano-britannique William Herschel en 1785.

## Caractéristiques
Sa vitesse par rapport au fond diffus cosmologique est de 2 206 ± 22 km/s, ce qui correspond à une distance de Hubble de 32,5 ± 2,3 Mpc (∼106 millions d'al).
À ce jour, 25 mesures non basées sur le décalage vers le rouge (redshift) donnent une distance de 28,500 ± 3,654 Mpc (∼93 millions d'al), ce qui est à l'intérieur des valeurs de la distance de Hubble. Notons cependant que c'est avec la valeur moyenne des mesures indépendantes, lorsqu'elles existent, que la base de données NASA/IPAC calcule le diamètre d'une galaxie et qu'en conséquence le diamètre de NGC 2763 pourrait être d'environ 22,7 kpc (∼74 000 al) si on utilisait la distance de Hubble pour le calculer. 
La classe de luminosité de NGC 2763 est III-IV et elle présente une large raie HI. De plus, elle renferme des régions d'hydrogène ionisé.

## Groupe de NGC 2781
NGC 2763 ainsi que les galaxies NGC 2781 et MCG -2-24-1 forment le groupe de NGC 2781. Selon une étude publiée par A.M. Garcia en 1993, ce groupe comprend aussi la galaxie MCG -2-24-3.